# Federinnentaster

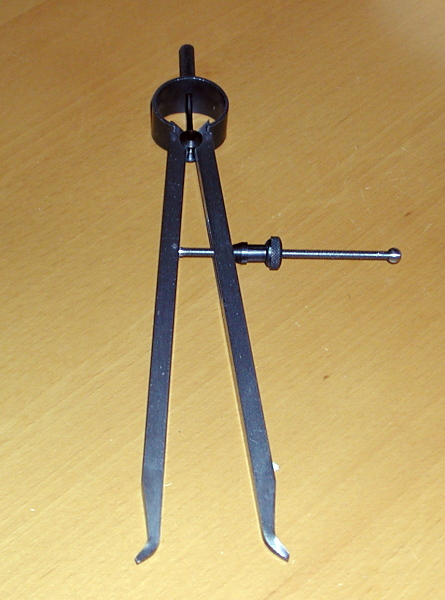
Federinnentaster

Federinnentaster sind Prüf- oder Messgeräte aus Stahl, die in der Metall-, sowie der Holzbearbeitung (Drechsler) Verwendung finden. Sie dienen als Messwerkzeuge von Innendurchmessern von Rohren und Bohrungen. Durch die kleinen Nuten können Maßänderungen auch in tieferen Regionen der Bohrung überprüft werden.